# Ленс Армстронг
Ленс Армстронг (енгл. Lance Armstrong; 18. септембар 1971) је бивши амерички бициклиста и до сада најпознатији у историји бициклизма.
Армстронг је освојио седам узастопних титула на Тур де Франсу, у периоду од 1999. до 2005. године, након што је претходно победио рак. Али, све титуле су му одузете у октобру 2012. због допинга. Ленс је тек 17. јануара 2013. признао да је користио разне врсте допинга током целе каријере. Занимљиво је да током каријере никада није био позитиван на допинг тесту. Армстронг је 2000. освојио бронзану медаљу у трци на хронометар на олимпијским играма. Светска антидопинг агенција му је одузела медаљу, али је он није вратио.

## Детињство и триатлон
Армстронг је рођен као Ленс Едвард Гундерсон у Планоу, у Тексасу, од мајке Линде Гејл и оца Едија Чарлса Гундерсона. Родитељи су му се развели кад је имао две године. Његова мајка се удала следеће године за Терија Кејт Армстронга, који је усвојио Ленса. Ленсов биолошки отац, Еди Гундерсон, умро је 2012.
Армстронг је са 12 година почео да се бави пливањем, у локалном пливачком тиму Плано. Освојио је четврто место на првенству Тексаса, у дисциплини 1.500 метара слободним стилом. Пливање је напустио након годину дана, да би се посветио триатлону и са 13 година је освојио дечји триатлон. 1987—88. Армстронг је био први на ранг листи најбољих триатлонаца до 19 година. Са 16 година је почео каријеру професионалног триатлонца и освојио је национално првенство 1989. и 1990. године. 1992. године, одлучио је да се посвети бициклизму и започео је професионалну каријеру.

## Професионална каријера

### 1992—1996.
Армстронг је професионалну каријеру почео у тиму Моторола и прве године забележио је шест победа. 1993. возио је свој први Тур де Франс и остварио је једну етапну победу. Тур је напустио током етапе 12, а у том тренутку је био на 97 месту. Након Тура, освојио је светско првенство у друмској вожњи, одржано у Ослу, у Норвешкој. Исте године је освојио и Триф Драг, триплу круну у бициклизму у Америци. Триф Драг класик у Питсбургу, К-Март класик Западне Вирџиније и национално првенство. Сезону је завршио са десет победа.
Године 1994, освојио је Триф класик и друго место на Туру Дупон у Америци. У Европи, освојио је друго место на класицима Лијеж—Бастоњ—Лијеж и Сан Себастијан, где је завршио на задњем месту две године раније.
Године 1995, освојио је Класик Сан Себастијан и Тур Дупон. Возио је Тур де Франс по други пут и победио је на етапи 18, до Лиможа, три дана након што је његов тимски сувозач, Фабио Касартели, умро након пада на спусту, на етапи 15. У генералном пласману завршио је на 36 месту.
Године 1996, освојио је Флеш Валон, поставши први Американац који је освојио, затим је освојио Тур Дупон по други пут. Освојио је друго место на Париз—Ници и завршио је на 11 месту на Милан—Санрему. На Тур де Франсу је морао да се повуче након пете етапе. На Олимпијским играма 1996. освојио је шесто место у вожњи на хронометар и 12 место у друмској вожњи. Током класика Лидса, Армстронг је потписао двогодишњи уговог са тимом Кофидис, вредан два милиона долара. Два месеца касније, у октобру откривен му је рак тестиса.
Рак је био у напредној фази и доктори су давали мале шансе да ће се извући, али је успио да га победи након годину дана терапије. Кофидис је раскинуо уговор са њим, а онда му је стигла понуда из тима УС постал (касније Дискавери канал), што је Ленс прихватио.

### 1998—2005.
Године 1998, Армстронг се вратио бициклизму и то у великом стилу. Освојио је Тур Луксембурга и Каскаде класик, а затим је завршио четврти на Вуелти и на светском првенству.
Године 1999, завршава други на Амстел голд рејсу, а затим је освојио Критеријум Дофине. Вратио се на Тур де Франс након три године и освојио га, поставши херој многима. Армстронг је освојио четири етапе и победио је другопласираног Алекса Цилеа за 7 и по минута. На Туру нису учествовали Јан Улрих (због повреде) и Марко Пантани (због допинга) па су то многи узели као разлог његовог успеха.
Године 2000. освојио је трку Гран при Еди Меркс и Гран при десет нација и једну етапу на Критеријума Дофине. На Тур де Франсу, Армстронг се суочио по први пут са Јаном Улрихом где је започето њихово велико шестогодишње ривалство, ту је био и Пантани. Армстронг је победио на хронометру и освојио Тур по други пут, чак 6' 02" испред Улриха. Након Тура, Армстронг је освојио бронзану медаљу на Олимпијским играма у вожњи на хронометар.
Године 2001, завршио је други на Амстел голд рејсу и освојио је Тур Швајцарске, пре новог окршаја на Тур де Франсу са Улрихом. Армстронг је победио на етапама 10, 11 и 13 и учврстио своју лидерску позицију. Победу је остварио и на етапи 18 и освојио је Тур са 6' 44" испред Улриха.
Године 2002, освојио је Критеријум Дофине по други пут, а затим и Тур де Франс, овога пута Улрих није учествовао због суспензије и Армстронг је победио са седам минута испред Хосебе Белокија.
Године 2003, освојио је трећи пут Критеријум Дофине и водио је опет борбу са Јаном Улрихом на Тур де Франсу. УС Постал је победио на екипном хронометар на четвртој етапи, а затим је Армстронг победио на етапи 15, иако је имао инцидент због навијача. Улрих га је чекао и добио је награду за фер плеј. Армстронг је на крају освојио свој пети Тур, овога пута само минут испред Улриха. Армстронг се тако изједначио са великом четворком која је освајала Тур де Франс пет пута: Жак Анкетил, Еди Меркс, Бернар Ино и Мигел Индураин.
Године 2004, освојио је Трку око Грузије, а затим и свој шести Тур де Франс, чиме је постао рекордер. Армстронг је победио са 6' 19" испред Андреаса Кледена, док је Јан Улрих био четврти. Армстронг је освојио шест етапа и изједначио рекорд Ђина Барталија из 1948. освојивши три брдске етапе заредом. Освојио је брдски хронометар на етапи 16, а одспринтао је Ивана Баса на етапама 15 и 17, а затим је освојио хронометар и на етапи 19, поставивши сопствени рекорд у етапним победама.
На старту Тур де Франса 2005. године, Армстронг је на хронометру поражен од Дејва Забриског за две секунде. Његов тим је освојио екипни хронометар, а у брдима је Армстронг био у великим искушењима, Т-Мобиле тим је био на Туру са три лидера, Улрих, Кледен и Александар Винокуров, а ту је био и Иван Басо од других фаворита. Сви су нападали Армстронга, али безуспешно. Освајањем хронометра на задњој етапи, освојио је свој седми Тур де Франс, 4' 40" испред Баса, док је Улрих био трећи.
На крају 2005. Армстронг је објавио крај каријере.

### Повратак—2009.
Армстронг се вратио бициклизму 2009. године у тиму Астана и по први пут је возио Ђиро д’Италију и завршио је на 12 месту. На Тур де Франсу, делио је улогу лидера са Албертом Контадором и одмах је дошло до подела у тиму, Астана је хтела да Армстронг освоји, али не и Контадор. Иако у истом тиму, водили су велику борбу, на крају, Армстронг је освојио треће место, 5' 24" иза победника, Алберта Контадора. Други је био Енди Шлек.

### 2010—2011.
На крају 2009. године, Армстронг је напустио Астану и основао је свој тим, Рејдиошек. Прва трка коју је возио 2010, била му је Тур Даун Андер, где је завршио на 25 месту. Пре Тура, возио је Милан—Санремо, Амстел голд рејс, Лијеж—Бастоњ—Лијежу и Тур Калифорније. На Тур де Франсу, након пада на осмој етапи, Армстронг је остао без шанси за генерални пласман. Свој задњи Тур завршио је на 23 месту, а његов тим је био најбољи тим на Туру.
Након трке Тур Даун Андер у јануару 2011. године, Армстронг је дефинитивно завршио каријеру.

## Допинг
У великом делу своје каријере, Армстронг се суочавао са оптужбама за допинг. Дуго година је све порицао, правдајући се тиме да никада није био позитиван на допинг тесту. 1999. је бициклиста Кристоф Басон писао доста чланака за француске новине о допингу у бициклизму. Током вожње на Тур де Франсу, на Алп ду Езу, Ленс му је рекао да то није добро за бициклизам. Ленс је ту причу потврдио на телевизији, рекавши да то што Басон пише није добро ни за бициклизам ни за њега и друге бициклисте. Пол Кимаж, који је био бициклиста током осамдесетих, а касније је постао спортски новинар, назвао је Армстронга раком бициклизма.
Након повратка 2009. Армстронг је изненадно тестиран 24 пута, од стране разних антидопинг агенција, али ништа није пронађено. Федерална истрага је почела када је Флојд Ландис признао да се допинговао и оптужио Армстронга и многе друге бивше сувозаче. Истрага је ипак окончана 2012. и против Армстронга није поднета оптужба. Истрагу је спроводила и светска антидопинг агенција, која је уз подршку Ландиса дошла до кључних доказа. Армстронгу су одузете све титуле на Тур де Франсу и добио је доживотну забрану бављења спортом.
Након година порицања, Армстронг је 17. јануара 2013. године, гостујући у емисији код Опре Винфри признао да се допинговао током цијеле каријере, користећи разна средства. "Цела моја каријера је велика лаж." рекао је Армстронг.

## Приватни живот
Армстронг поседује кућу и ранч у Тексасу.
Дана 1. маја 1998. оженио се са Кристин Ричард, са којом има троје деце, а развели су се 2003. У јулу 2008. започео је да излази са Аном Хансен, са којом је добио двоје деце.
Године 1997, Армстронг је покренуо фондацију Ленс Армстронг, посвећену људима који се боре са раком.
Године 2011, вратио се триатлону. На светском првенству, Армстронг је водио док није пао са бицикла и завршио на 23 месту.